# Exaliptro

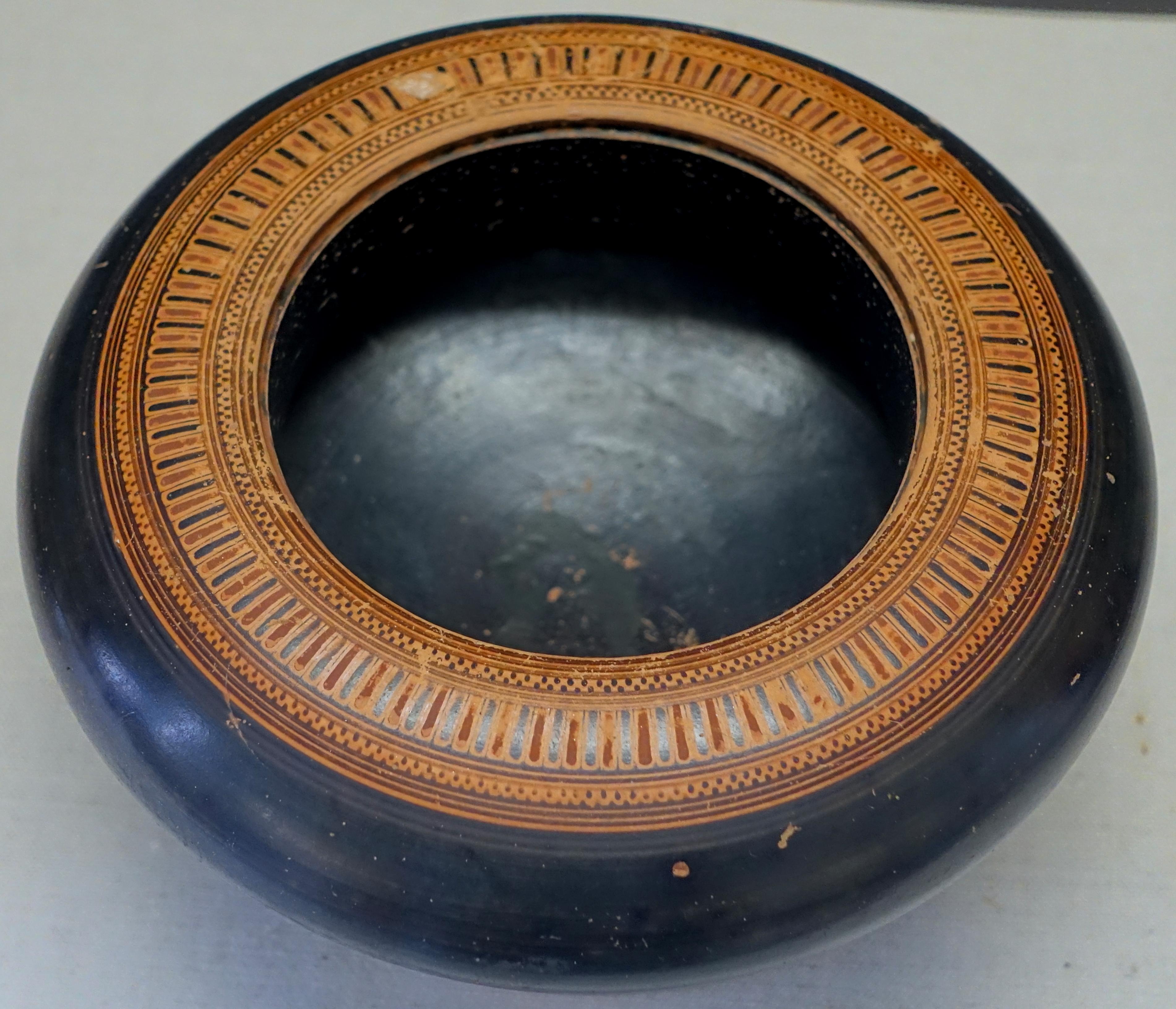
Exaliptro ático datado en el. Museo Martin von Wagner de Wurzburgo.

Por exaliptro (del griego ἐξάλιπτρον), se catalogan varios tipos de vaso de la cerámica griega. En ocasiones se denomina así al cotón, y otras veces se identifica con la plemócoe (de πλημοχόη, de πλήμη ‘pleamar’ y χέω ‘verter’).
Su morfología es la de un recipiente de cuerpo ancho y sin asas, con un característico borde vuelto hacia el interior de la vasija, en el que encaja un tapadera con o sin mamelón de agarre. Para Gonzalo Borrás y Guillermo Fatás es un vaso para perfumes y ungüentos (de oro o plata por lo general), y de aspecto similar al alabastron o el lécito.

## Historia y uso
Los exaliptros se utilizaban como recipientes para perfumes y aguas perfumadas, tanto para uso privado como en ceremonias religiosas y en tumbas. Se fabricaron desde la época arcaica (principios del siglo V a. C.) hasta el períodocClásico (finales del siglo IV a. C.) El nombre del vaso se basa en la palabra eksaleifō (ἐξαλείφω), 'lavar', 'ungir'.

## Morfología y tipos
Suele ser un recipiente pequeño, sin tapa y asa, con un cuerpo poco profundo y de paredes redondeadas. Los vasos suelen tener unos 15 cm de ancho y entre 15 y 18,5 cm de alto.

### Tipo A
El tipo A tiene un pie corto y ancho.

### Tipo B
El tipo B tiene un pie pedunculado más largo que termina en una base. Este tipo se asocia particularmente con el plemócoe.

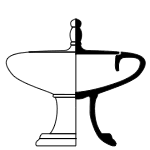
Tipo B por dentro y por fuera
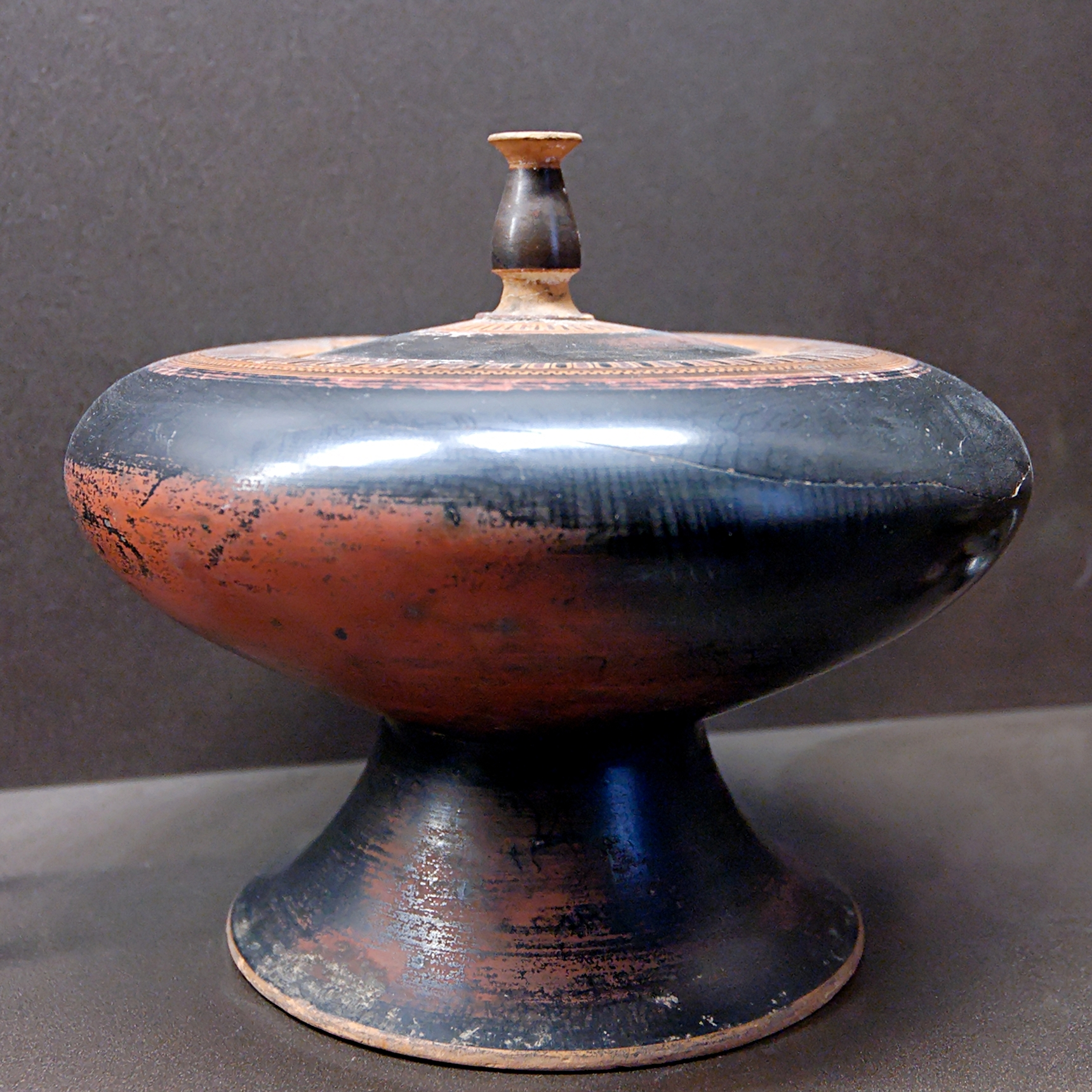
Exaliptro-plemócoe, c. 550–535 a. C.
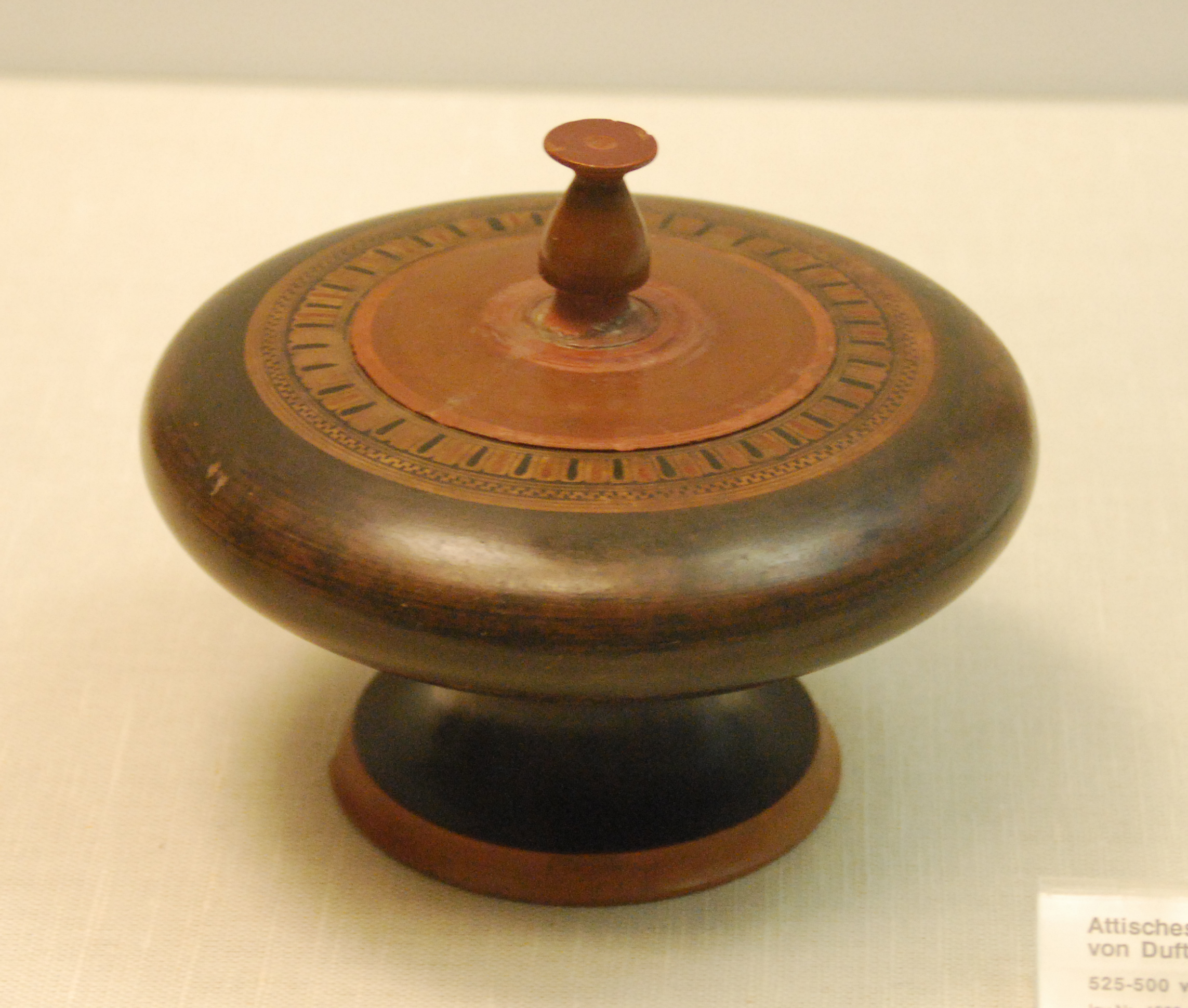
Exaliptro-plemócoe, c. 550–525 a. C.

### Exaliptro de pie de trípode
También se clasifica en esta familia el exaliptro de pie de trípode, bote de ungüentos por lo general con el cuerpo cilíndrico como el píxide ático o corintio.

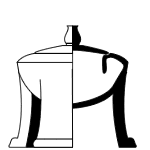
Forma del exaliptro de pie de trípode, por dentro y por fuera.
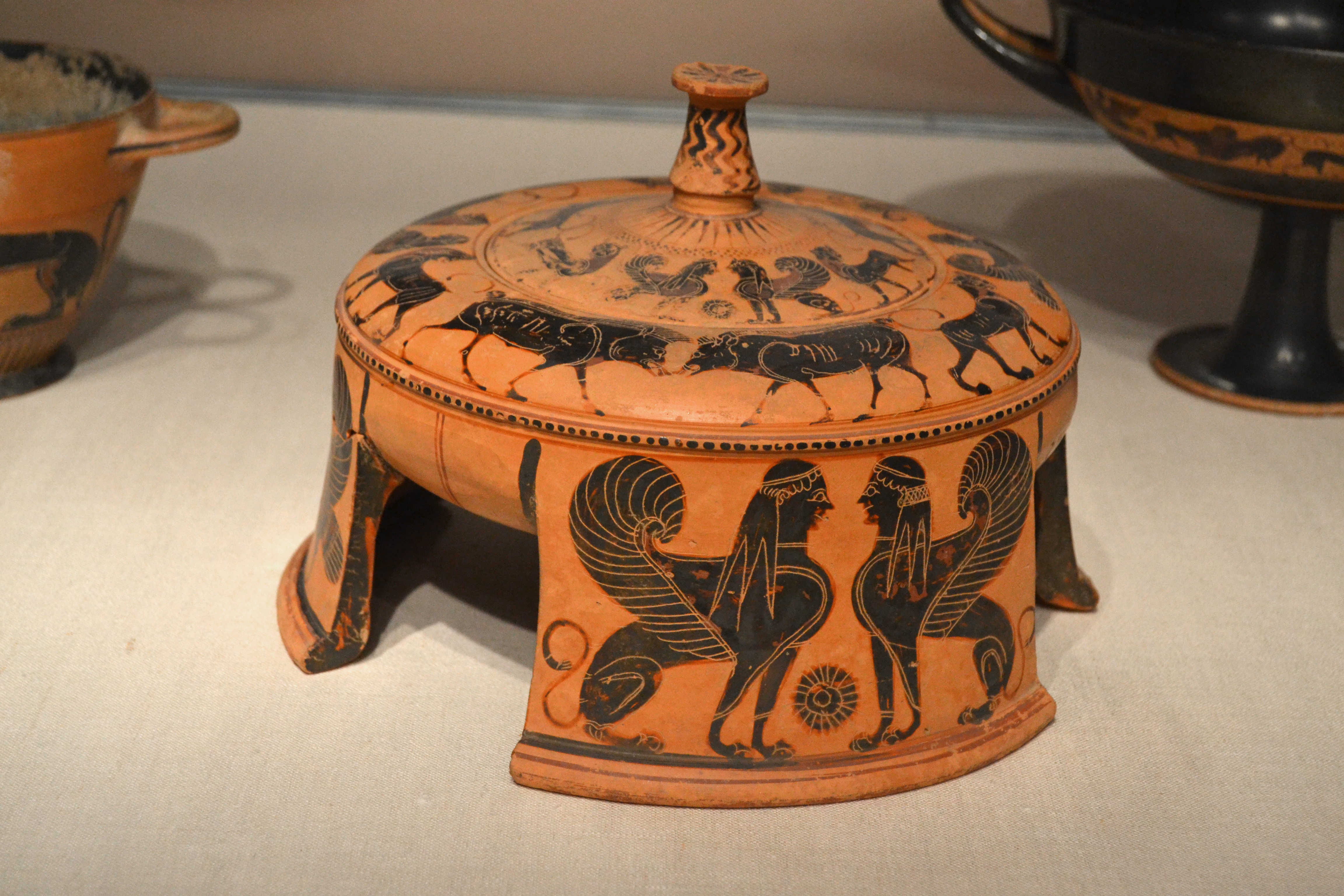
Exaliptro de pie de trípode ático, c. 580–570 a. C.
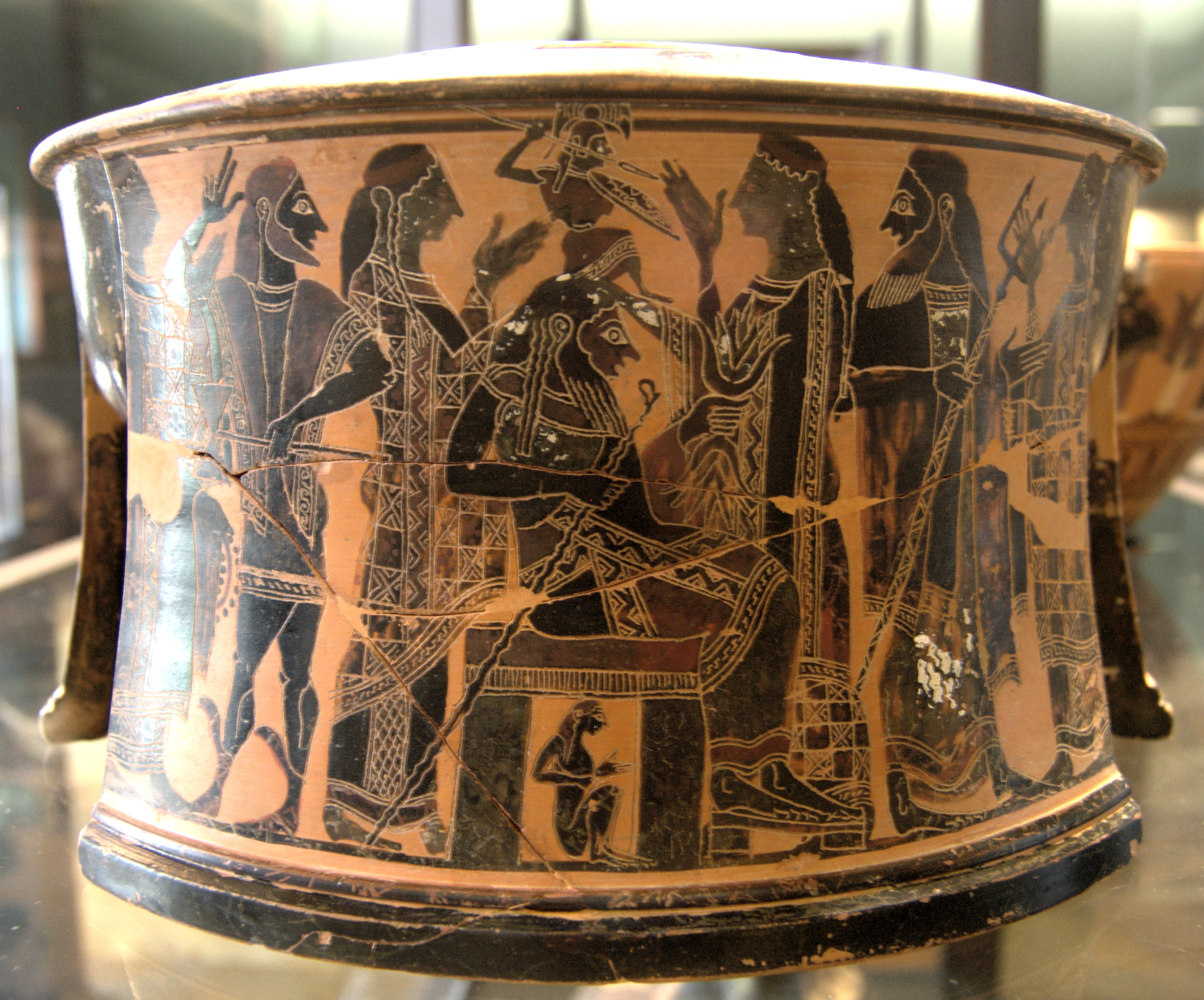
Exaliptro de pie de trípode ático, c. 570–560 a. C.